# Cornelis de Liefde
Cornelis Evertsen (Kees) de Liefde (Rotterdam, 1617 - sammested, 25. september 1673) var en nederlandsk flådeofficer fra det 17 århundrede.
Kees de Liefde var den ældre bror af viceadmiral Johan de Liefde. I 1644 var han beurtvaartskipper på kanalen mellem Rotterdam og Amsterdam. I løbet af den Første engelsk-nederlandske Krig, havde han ingen rang af betydning, og spørgsmålet er, om han så var i marinen. I den Anden engelsk-nederlandske Krig, var han på 17. marts 1666 blevet udnævnt til ekstraordinær kaptajn i Admiraliteit van de Maze. På 4 februar 1667 fik han en fast stilling som kaptajn. Under Turen til Chatham befalede han den Wassenaer.
I løbet af den Tredje engelsk-nederlandske Krig , kæmpede han i Slaget ved Solebay på Rotterdam. Han blev kontreadmiral på den 21. august 1667 i Slaget ved Kijkduin, hvor hans bror, john, blev dræbt; selv blev alvorligt såret på Gelderland og døde i Rotterdam den 25. september.
Kees giftede sig med Maria Hendriks van der Lit og havde en datter, Cornelia.